# Cyclolobium louveira
Cyclolobium louveira là một loài thực vật có hoa trong họ Đậu. Loài này được Chanc. miêu tả khoa học đầu tiên.